# An Innocent Villain
An Innocent Villain è un cortometraggio muto del 1915 diretto da Harry Wulze.

## Produzione
Il film fu prodotto dall'Universal Film Manufacturing Company (con il nome Joker).

## Distribuzione
Distribuito dall'Universal Film Manufacturing Company, il film - un cortometraggio in una bobina - uscì nelle sale cinematografiche statunitensi il 2 ottobre 1915.